# Пошук відчуттів
Пошук відчуттів — це риса особистості, яка визначається пошуком досвіду та почуттів, які є «різноманітними, новими, складними та інтенсивними», а також готовністю «йти на фізичні, соціальні, юридичні та фінансові ризики заради такого досвіду». Ризик не є важливою частиною риси, оскільки багато видів діяльності, пов'язаних з цією рисою, не є ризикованими. Однак ризик може бути просто ігнорованим, допущеним або мінімізованим, і навіть можна вважати, що він додає збудження від діяльності пошуку відчуттів. Концепцію розробив Марвін Цукермен з «Делеверського університету». Щоб оцінити цю рису, він створив тест на особистість під назвою «Шкала пошуку відчуттів». Цей тест оцінює індивідуальні відмінності щодо переваг сенсорної стимуляції. Отже, є люди, які віддають перевагу сильній стимуляції та демонструють поведінку, яка заохочує більше відчуттів для себе, а є ті, хто віддає перевагу слабкій сенсорній стимуляції. Шкала — це анкета, призначена для вимірювання того, скільки стимуляції потрібно людині та наскільки вона насолоджується збудженням. Цукермен висунув гіпотезу про те, що людям, які шукають сильних відчуттів, потрібна сильна стимуляція, щоб досягти свого оптимального рівня збудження. Коли стимуляція або сенсорна подача не виконуються, людина вважає цей досвід неприємним.

## Складники
Прагнення до відчуттів можна розділити на 4 ознаки:
- Прагнення до гострих відчуттів і пригод: прагнення до активного відпочинку на свіжому повітрі, пов'язаного з незвичайними відчуттями та ризиками, наприклад, стрибки з парашутом, підводне плавання, швидкісне водіння та політ.
- Пошук досвіду: означає новий сенсорний або розумовий досвід через незвичні діяння, на кшталт психоделічні переживання, соціальна невідповідність і бажання спілкуватися з незвичними людьми.
- Розгальмованість[en]: перевага «неконтрольованим» заходам, таким як дикі вечірки, пияцтво та незаконні дії
- Вразливість до нудьги: нетерпимість до буденності або нудних людей, неспокій у таких умовах.

Найновіша версія Шкали пошуку відчуттів (SSS-V) продемонструвала помірну валідність і надійність. Вона була адаптований для використання з дітьми.

## Особливості
Дослідження Цукермена виявили, що особи, які шукають відчуття, прагнуть отримати високий рівень стимуляції у своєму повсякденному житті. Шкала передбачає, наскільки добре люди переносять сеанси сенсорної депривації. Пошук відчуттів зростає з віком від дитинства до підліткового віку. Дослідження показують, що він збільшується між 10-15 роками та залишається стабільним або знижується після цього. Однак схильність до нудьги залишається стабільною протягом усього життя, на відміну від інших аспектів пошуку відчуттів.
Значні ґендерні відмінності були виявлені у поведінці пошуку відчуттів, чоловіки отримали значно вищі результати, ніж жінки. В американських вибірках чоловіки значно перевершували жінок у загальному пошуку відчуттів, гострих відчуттів і пригод, схильності до нудьги та розгальмованості. Дослідження, проведені в Австралії, Канаді та Іспанії, виявили схожі ґендерні відмінності в загальному пошуку відчуттів, гострих відчуттів, пригод, і схильності до нудьги.
Сімейний стан також впливає на пошук відчуттів, оскільки дослідження показали, що розлучені чоловіки, як правило, більш схильні до такої поведінки порівняно з самотніми або одруженими чоловіками.